# The Brat (film, 1931)
Pour les articles homonymes, voir The Brat.
Pour plus de détails, voir Fiche technique et Distribution.
The Brat est un film américain réalisé par John Ford et sorti en 1931.

## Synopsis
Durant une rafle, The Brat, une jeune fille de dix-sept ans, est arrêtée pour avoir volé de la nourriture. Condamnée, elle est libérée grâce à l'écrivain MacMillan Forester, qui verse une caution et obtient sa garde. Il l'emmène dans sa propriété de Long Island...

## Fiche technique
- Titre : The Brat
- Réalisation : John Ford
- Scénario : S. N. Behrman, Sonya Levien, d'après la pièce de Maude Fulton
- Chef-opérateur : Joseph H. August
- Musique : Harry Leonhardt
- Montage : Alex Troffey
- Directeur artistique : Jack Schulze
- Genre : Comédie
- Production : Fox Film Corporation
- Durée : 60 minutes
- Date de sortie :
  - États-Unis : 20 septembre 1931

## Distribution
- Sally O'Neil : The Brat
- Alan Dinehart : MacMillan Forester
- Frank Albertson : Stephen Forester
- William Collier Sr. : Juge O'Flaherty
- Virginia Cherrill : Angela
- June Collyer : Jane
- J. Farrell MacDonald : Timson
- Mary Forbes : Mrs. Forester
- Albert Gran : l'évêque
- Louise Mackintosh : Lena
- Margaret Mann : la concierge
- Ward Bond : un policier

## Autour du film
- Une première version fut tournée en 1919 par Herbert Blaché, avec Alla Nazimova et Charles Bryant. Otto Brower réalisa un remake de ce film en 1940, sous le titre Girl from Avenue A (en), avec Jane Withers et Kent Taylor[1].